# Кортунов, Вадим Вадимович
Вади́м Вади́мович Кортуно́в (род. 24 марта 1967, Москва) — российский философ и писатель, специалист в области эстетики, социальной философии и культурологии. Доктор философских наук (1999). Брат Андрея Кортунова и Сергея Кортунова, сын Кортунова Вадима Васильевича и Кортуновой Елены Григорьевны (урожденная княгиня Бобринская). 

## Биография
Окончил Центральную музыкальную школу в Москве. Имеет неполное высшее музыкальное образование. Служил в армии. Окончил философский факультет МГУ (1992), Государственную финансовую академию (1995) и аспирантуру Московского государственного университета сервиса (1995). Кандидатская диссертация — «Феномен эстетического в системе иррационального знания» (1995). Докторская диссертация — «Рациональное и иррациональное в эволюции культурно-исторических типов мировоззрения» (Государственный институт искусствознания, 1999). Профессор, академик РАЕН, имеет ряд общественных званий (действительный член Международной академии наук о природе и обществе, почётный профессор Нью-Йоркской академии наук).
- 1993—1995 — преподаватель кафедры философии Московского государственного университета сервиса;
- 1995—2006 — проф. МГУ им. М. В. Ломоносова, Рос. муз. академии им. Гнесиных, МГИМО, МЭСИ, МГУС и др.;
- С 1995 — Гос. ун-т управления, ст. преп., доцент, профессор кафедры культурологии, профессор кафедры менеджмента в кино и телевидении, директор Гуманитарного центра ГУУ;
- 1998—2002 — Издательский центр научных и учебных программ, совладелец, директор;
- 2002—2004 — Фонд Сороса, Институт открытого общества, креативный директор программы «Новые образовательные технологии в России»;
- С 2005 по 2012 — профессор кафедры менеджмента в кино и телевидении Государственного университета управления, заместитель директора Института управления и предпринимательства в социальной сфере ГУУ.
- С 2012 по 2017 — заведующий кафедрой Философии и социально-гуманитарных знаний Российского государственного университета туризма и сервиса, председатель диссертационного совета (онтология и теория познания, эстетика).
- С 2013 по 2021 — главный редактор научного журнала «Сервис plus».
- С 2017 по 2021 — Директор Центра гуманитарных исследований РГУТИС.
- С 2021 по настоящее время — профессор кафедры философии РГАУ-МСХА.

## Основные научные труды
- Истина в искусстве: Русский мистицизм в системе мировоззрений Востока и Запада. М., 1992.
- Иллюзии обладания. [В соавт.]. М., 1995.
- Философия денег. М., 1997.
- Восхождение к непостижимому: иррационально-мистическое в национальных художественных культурах. [В соавт.]. М., 1998.
- За пределами рационального. М., 1998.
- Пролегомены к методологии верификации иррациональных систем. М., 1999.
- Имитация здравого смысла. М., 2001.
- Бегство от реальности: или оборотная сторона телекоммуникационных технологий. М., 2004.
- Игры обреченных: опыт виртуальной деконструкции. М., 2016.
- Уроки философии (аудиокнига). М., 2017.
- Рассудок. Разум. Дух. М., 2017.
- Логика для студентов: просто о сложном. М., 2018.
- Верификация иррациональных систем. М., 2022
- Логика. М., 2022
- Культурология. М., 2022
- Мир восточной философии. М., 2022

## Дискография
Маленькие прелюдии и фуги. И.С. Бах. М., Мелодия, 1974
Весёлый детектив. М., Мелодия, 1990
Чайка по имени Джонатан Ливингстон. Литва,  Semikols Record Pressing, 2018
Plus Quam Perfectum, Moscow, 2024

## Награды и отличия
Почётный работник высшего профессионального образования Российской Федерации, член Союза Писателей и Литературного фонда России. Лауреат конкурса молодых ученых 2000 года Международного фонда Н. Д. Кондратьева и РАН. Отмечен медалью за вклад в развитие общественных наук. Действительный член Российской академии естественных наук, Международной академии о Природе и Обществе, академии Нью-Йоркской академии наук. Почётный профессор университета Оклахома, почётный доктор философии Берлинского университета имени Гумбольдта. 